# Lady Terminator
Lady Terminator (en indonesio: Pembalasan Ratu Pantai Selatan:, lit: La venganza de la Reina del Mar del Sur) es una película indonesia de acción, fantasía y horror de 1988 dirigida por H. Tjut Djalil, también acreditado bajo el seudónimo de Jalil Jackson. Las estrellas de película son Barbara Anne Constable, Christopher J. Hart, y Claudia Angelique Rademaker, y es considerado un mockbuster de la película estadounidense de 1984, Terminator.

## Argumento
La Reina del Mar del Sur, una antigua deidad de sexo, seduce hombres y se acuesta con ellos antes de utilizar una serpiente que reside en su vagina para devorar sus penes. Un día un hombre coge a la serpiente, la cual convierte en una daga. Enfurecida, la Reina maldice el hombre de volver para matar su bisnieta. En 1989, una antropóloga llamada Tania está investigando la leyenda de la Reina del Mar Del Sur, lo cual resulta en un buceo erótico en el sitio donde la Reina está descansando, siendo atada a una cama y violada por una serpiente, lo cual deja a la Reina tomar control de su cuerpo.  
Tania causa un gran escándalo masacrando civiles en un cabaret y persiguiendo a la descendiente del hombre, una aspirante a estrella de pop llamada Erica. Un detective de Nueva York llamado Max McNeil investiga los asesinatos de la Reina y conoce a Erica. Tania entonces ataca la jefatura de policía, disparando y matando a numerosos agentes y después de huir del agarrador de Tania, Max y ella tienen sexo en un bosque. Tania los sigue y es finalmente quemada en una explosión automovilística.

## Estreno
La película fue estrenada en Indonesia en 1988. 
En años recientes, la película fue presentada en el Toronto Underground Film Festival en 2010, el Festival de cine de Belfast  en Irlanda en 2014, y en el Festival de cine de Offscreen en Bélgica en 2017.

## Recepción crítica
La película recibió en su mayoría críticas negativas. En Rotten Tomatoes no tiene ninguna crítica por parte de un profesional y está puntuada en 48% por parte de la audiencia, indicando críticas mixtas generalmente desfavorables. Cliff Doerksen del The Chicago Reader llamó a la película "El tipo de película que a lo mejor se descubre al azar en la televisión por cable a las 4:00 a.m., pero si te gustan los tipos con salmonetes y las chicas en trajes de baño, el director H. Tjut Djalil tiene algunas delicias serias para ti".

## Distribución en vídeo casero
La película fue originalmente liberada solo en VHS. La película fue liberada en DVD en 2004 por Mondo Macabro.